# Stilobezzia obesigenitalis
Stilobezzia obesigenitalis är en tvåvingeart som beskrevs av Gupta och Wirth 1968. Stilobezzia obesigenitalis ingår i släktet Stilobezzia och familjen svidknott. Inga underarter finns listade i Catalogue of Life.